# Aloe tororoana
Aloe tororoana är en grästrädsväxtart som beskrevs av Gilbert Westacott Reynolds. Aloe tororoana ingår i släktet Aloe och familjen grästrädsväxter.
Artens utbredningsområde är Uganda. Inga underarter finns listade i Catalogue of Life.

## Bildgalleri

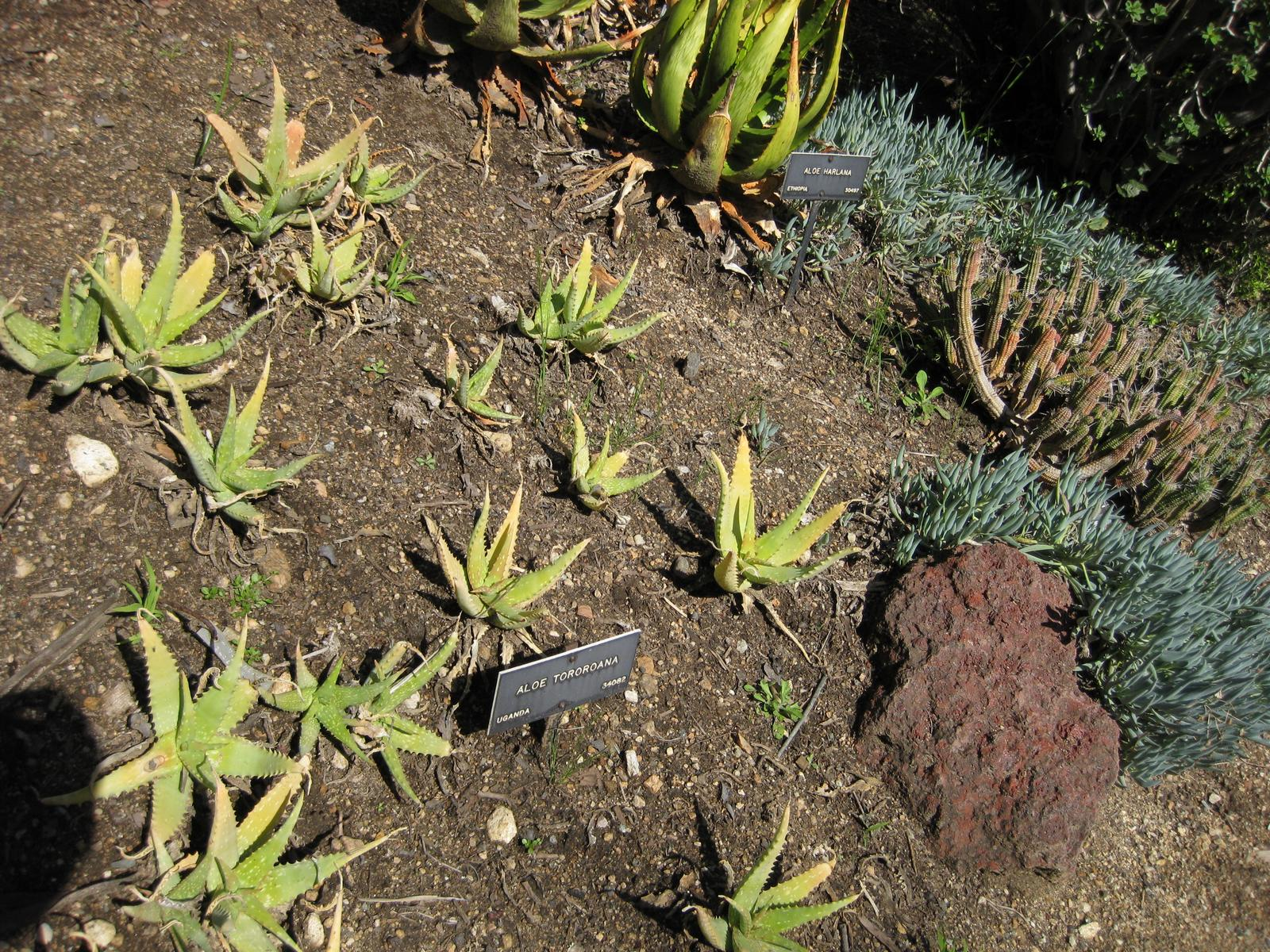